# Luis Alfredo Garavito
Luis Alfredo Garavito Cubillos, conosciuto come la Bestia (Génova, 25 gennaio 1957 – Valledupar, 12 ottobre 2023), è stato un serial killer colombiano fortemente sospettato di più di 300 omicidi, di cui almeno 193 accertati; la media delle autorità è di 221.
È uno dei maggiori serial killer della Colombia assieme a Pedro Alonso López e Daniel Barbosa.

## Le origini
Garavito, come tanti altri serial killer, ebbe un'infanzia piuttosto difficile: il padre, un uomo rude e violento, lo picchiava per una qualunque sciocchezza commessa e inoltre dovette sopportare alcuni abusi compiuti dai vicini. L'educazione che ricevette fu scarsa: infatti sapeva a malapena leggere e scrivere.
Dopo l'infanzia sviluppò, probabilmente a causa delle umiliazioni subite, tendenze all'alcolismo, al suicidio e alla perversione sessuale (specialmente alla pedofilia). Gli eccessi di alcool e la depressione gli costarono un periodo di ricovero. A 16 anni abbandonò la casa dei genitori per trovare un lavoro e tirare avanti con il minimo necessario: diventò così un venditore ambulante di piccoli gadget religiosi, ma intanto i suoi problemi di alcolismo e pedofilia non accennavano a diminuire.

## Furia omicida
Nel 1992 Garavito, non riuscendo più a trattenere i suoi istinti feroci, incomincia un periodo di violenze che durerà fino al 1999. Il suo modus operandi era il seguente: assumeva false identità (un venditore ambulante, un mendicante in cerca di elemosina, un disabile in cerca di aiuto o un assistente umanitario) facendo avvicinare le vittime designate e, dopo averle portate in un luogo appartato e deserto, le assaliva con un machete decapitandole.
Tutte le sue vittime erano bambini di età compresa tra gli 8 e 13 anni, eccetto tre ragazzi di 16. I loro cadaveri, ridotti quasi a scheletri, venivano trovati diverso tempo dopo sottoterra, spesso seppelliti congiuntamente in fosse comuni: se ne trovarono in tutto alcune decine. Garavito era camaleontico: infatti non venne mai fermato o arrestato durante questo periodo grazie al suo abilissimo modus operandi. Nonostante in Colombia l'omicidio non faccia normalmente notizia, si iniziò a parlare di una Bestia che si aggirava per lo stato seminando il terrore tra la popolazione.

## Arresto e confessione
Luis Alfredo Garavito venne arrestato a Villavicencio il 22 aprile 1999 a seguito di un tentativo fallito di stupro ai danni di un bambino. Portato davanti a un investigatore, dopo una prima resistenza scoppiò in un pianto dirotto e confessò senza sosta 172 omicidi; diede ai poliziotti numerose informazioni su dove trovare i corpi e sul suo modo di agire. L'interrogatorio durò sette ore: a seguito di ciò la polizia lo ritenne fortemente sospettato di oltre 200 omicidi. Dopo ventotto processi venne giudicato colpevole di 138 omicidi dei 172/200 che gli erano stati attribuiti.
Non gli venne riconosciuta l'insanità mentale (nonostante le sue tendenze pedofile, l'alcolismo cronico, le tendenze suicide e l'elevato numero delle uccisioni) per cui fu dichiarato capace di intendere e di volere e accumulò un totale di condanne a 1.853 anni di carcere, che furono successivamente scalati a 22. Infatti, secondo le leggi colombiane, un carcerato non può restare in cella per più di 30 anni; inoltre ottenne una riduzione di 8 anni perché si era offerto di aiutare gli agenti. Tuttavia, la legge colombiana stabilisce che chi si è macchiato di crimini efferati nei confronti di minori non può usufruire dei normali benefici giudiziari e deve scontare in carcere almeno 60 anni della pena inflitta. Nel caso di Garavito quindi, la riduzione di pena a 22 anni non è applicabile e l'uomo dovrà trascorrere in carcere almeno 80 anni.
Per paura che fosse linciato dagli altri detenuti, venne rinchiuso in una cella d'isolamento, separato dagli altri. Secondo testimonianze delle guardie e del direttore del carcere, Garavito ebbe un comportamento molto gentile ed educato, cosa che ha meravigliato le guardie. Ha fatto sapere di essersi pentito delle sue azioni e che, una volta fuori dal carcere, avrebbe avuto intenzione di "aiutare i bambini che sono stati vittime di abusi".

## La morte
È morto il 12 ottobre 2023 nella Nueva Clínica Santo Tomás del Caribe, dove era da qualche mese ricoverato a causa di un tumore agli occhi.